# Mammalakis
Mammalakis ist eine Gattung der Spulwürmer mit drei Arten. Es sind Parasiten im Dickdarm bei Nagetieren (Sandgräber und Spalacidae).

## Merkmale
Die innere Oberfläche der Lippen hat keine Sonderbildungen. Der Pharynx ist relativ kräftig und zeigt einen keulenförmigen hinteren Bulbus. Männchen haben flügelartige, seitliche Kutikula-Ausläufer im Bereich von Genitalsaugnapf und Kloake, die nicht mit Papillen besetzt sind. Die beiden Spicula sind kräftig und von gleicher Länge und Gestalt.

## Systematik
Der Vorschlag von Inglis, die Gattung in eine neue Unterfamilie Mammalakinae einzuordnen, hat sich bislang nicht durchgesetzt. Hodda (2022) ordnet sie in die Tribus Heterakini, Untertribus Heterakinii der Unterfamilie Heterakinae ein. Das Interim Register of Marine and Nonmarine Species (IRMNG) listet folgende Arten:
- Mammalakis macrospiculum (Ortlepp, 1939)
- Mammalakis spalacis (Marcu, 1930)
- Mammalakis spalaxi (Kozlov & Jangolenko, 1962)